# نبرد یمامه

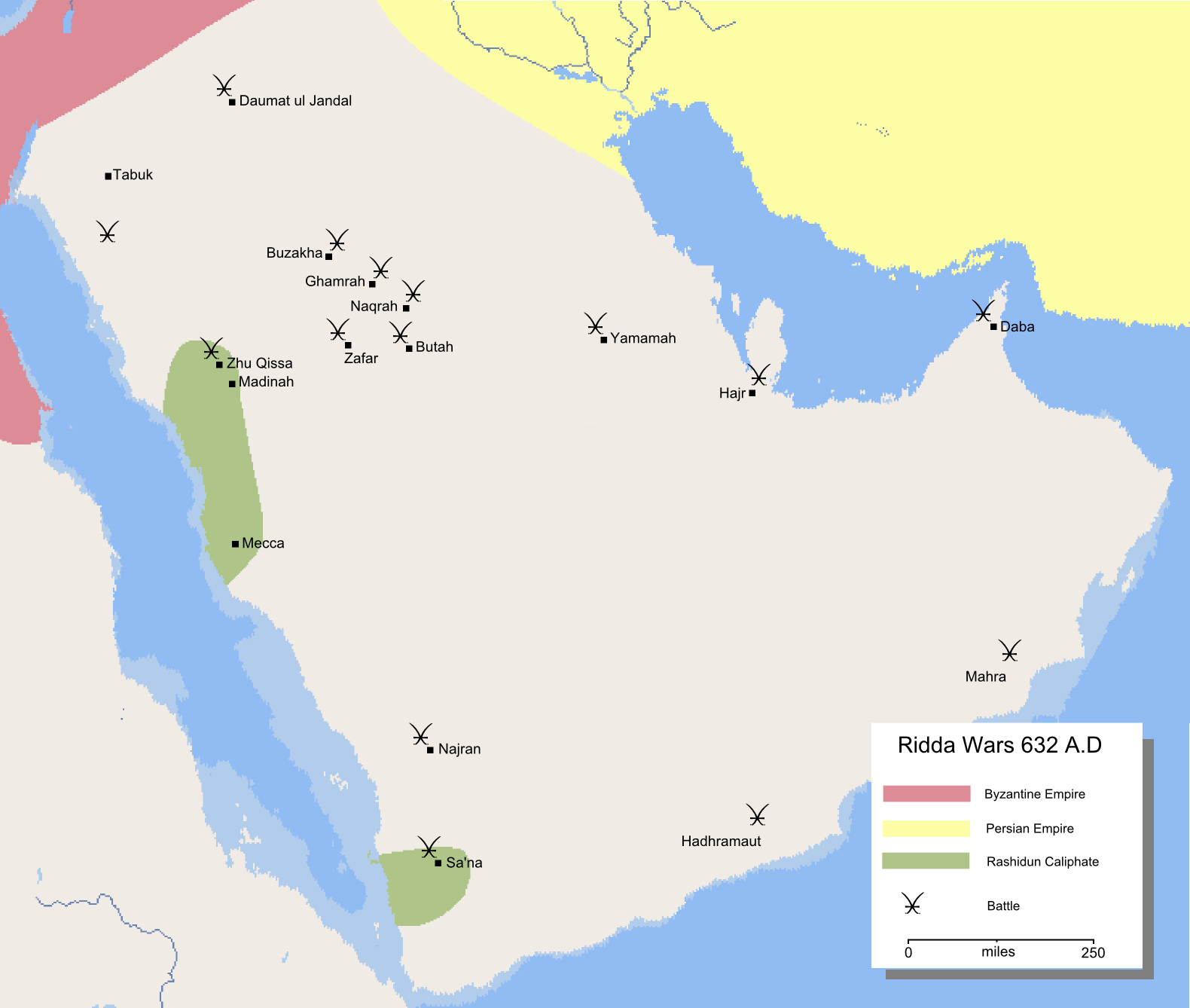
قرمز امپراطوری بیزانس، زرد امپراطوری ساسانی و سبز خلفای راشدین

نبرد یمامه یا جنگهای ردّه جنگ سختی بود که در یازدهم هجری (قمری)، میان مسلمانان و پیروان مسیلمه به وقوع پیوست. مسیلمه در اواخر عمر محمد پیامبر اسلام ادعای پیامبری کرده بود. وی با یکی دیگر از مدعیان نبوّت که زنی به نام سجاح بود، ازدواج کرد و به تدریج پیروان زیادی گرد او جمع شدند.
پس از درگذشت محمد، خطراتی اسلام را تهدید می‌کرد و از مهمترین آنها مسیلمه بود. پس از اینکه ابوبکر خلیفه شد، سپاهی را به فرماندهی خالد بن ولید به سمت یمامه گسیل داشت.
مسلمانان هنگامی که به یمامه رسیدند، با دسته‌ای از یاران مسیلمه برخورد کردند. در آنجا جنگ سختی میان مسلمین با سپاه مسیلمه درگرفت. این جنگ به نام ناحیه‌ای که جنگ در آن به وقوع پیوسته‌است به جنگ یمامه معروف است.
در این نبرد گروه زیادی از مسلمانان نیز کشته شدند که تعداد پنجاه و هشت نفر از مهاجر و انصار در میان آنها بودند و از این شماره سیزده نفر آنان، کسانی بودند که در جنگ بدر حضور داشتند. پس از کشته شدن تعداد زیادی از قاریان قرآن، عمر با ابوبکر، برای جمع‌آوری قرآن مشاوره کرد. این اولین تلاش برای جمع‌آوری قرآن بود.

## لشکرآرایی
ابوبکر فرماندهی سپاه مسلمانان در جنگ‌های رده را عمدتاً به بزرگانی از قبیله قریش از جمله تیره بنو عبدشمس شامل یزید بن ابوسفیان، خالد بن اسید بن ابی العاص، خالد بن سعید عاص و تیره بنی مخزوم شامل خالد بن ولید، عکرمه بن ابی جهل و مهاجر بن ابی امیه سپرد و کمتر کسی از مهاجران نخستین و انصار را به فرماندهی گماشت. همچنین با شروع فتوحات، فرماندهی سپاه عراق را به خالد بن ولید و فرماندهی سپاه شام را به یزید بن ابی سفیان سپرد. ویلفرد مادلونگ بر این نظر است که وی قصد داشت به این ترتیب رضایت خاطر قریش را از خلافت جدید فراهم سازد.
ابوبکر به سپاهش گفته بود با هرکه به اسلام گروید ستیز نکنند. سجاح بنت حارث به سوی قومش، بنی تغلب زمانی که از لشکرکشی مسلمانان به سویش آگاه شد عقب‌نشینی کرد، او زمان عمر بن خطَّاب تسلیم شد. مسلمانان مالک بن نویره و یارانش را اسیر کردند و ضرار بن ازور او را کشت، در حالی که وی و قبیله اش اسلام آورده بودند، ولی بدلیل هم پیمان شدن وی با سجاح علیه دستگاه خلافت و نپرداختن زکات، کشته شد. 
گردانی از سپاه مسلمانان، به فرماندهی شرحبیل بن حسنه به دست نیروهای مُسیلمه، که مدعی نبوت بود، شکست خورد. سپس خالد بن ولید به او یاری رساند و با مُسیلمه و هم‌پیمانانش از قبیلهٔ بنی حنیفه، ستیز کرد و تعداد زیادی از آن‌ها را به قتل رساند. مسیلمه خودش هم به دست وحشی بن حرب پس از مبارزه طلبیده شدن کشته شد. بعد از شکست دادن مُسیلمه، گروه‌های از اسلام برگشته یکی پس از دیگری از دست مسلمانان شکست خوردند تا به کلی این خیزش سرکوب شد و عرب‌ها خود را برای یورش به عراق، سوریه و مصر آماده کردند.